# شائك الذنب أزرق البطن
شائك الذنب أزرق البطن أو عضرفوط أزرق البطن أو عضرفوط الشجر أسود العنق (الاسم العلمي: Acanthocercus cyanogaster)، نوع عظاءات من فصيلة العضرفوطيات. هي عظاءة صغيرة الحجم تتواجد في إثيوبيا، وإريتريا، والصومال.